# Rosenberceau (Weimar)

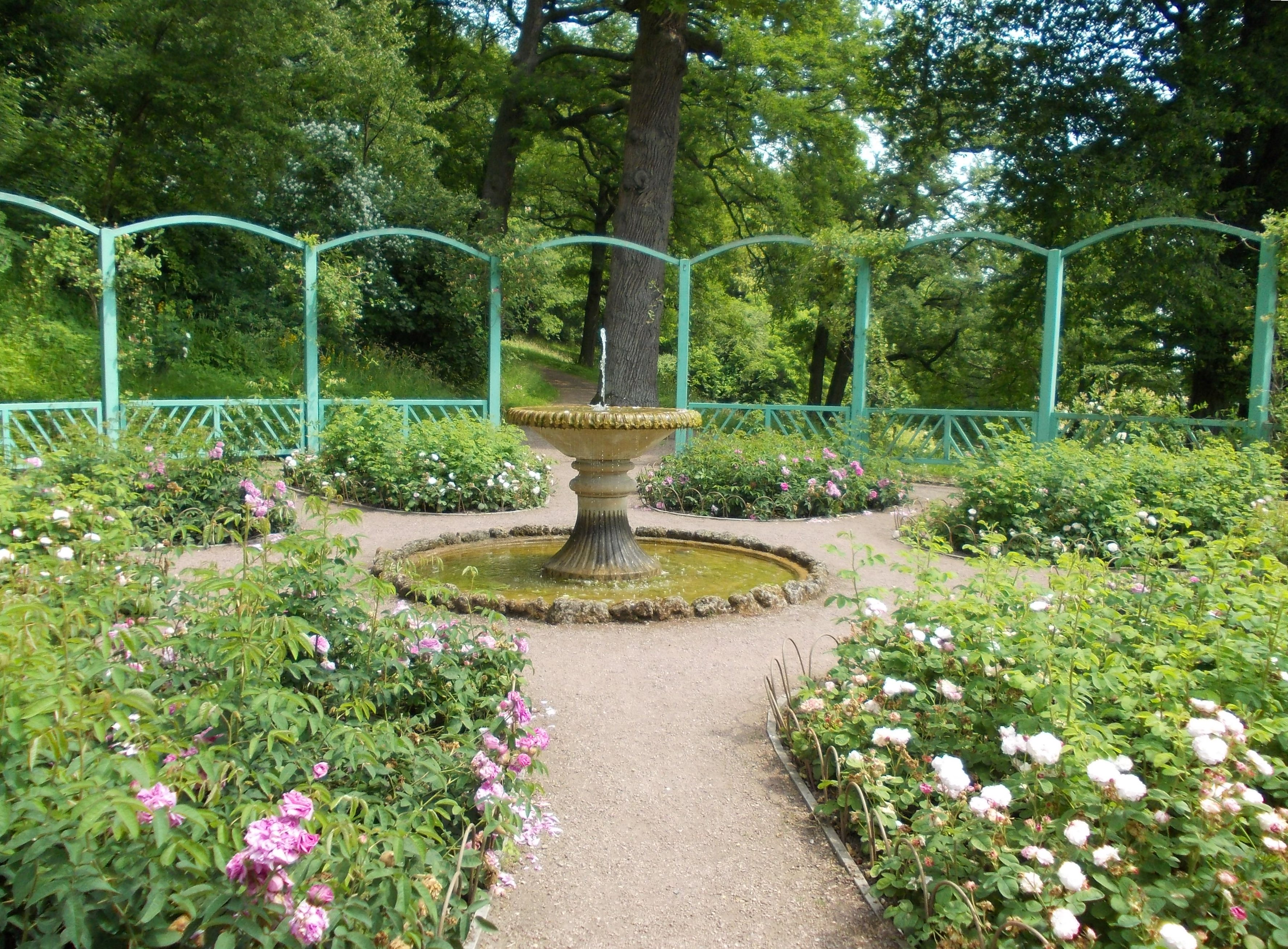
Das Rosenberceau in Belvedere

Das Rosenberceau ist ein Rondell im nach englischem Vorbild gestalteten Schlosspark von Belvedere bei Weimar. Es ist zugleich ein aus England importiertes Gestaltungselement des Parkes.
Wörtlich ist es ein zusammengesetztes Substantiv aus Rosen und dem franz. Berceau, was wiederum Wiege bedeutet, aber auch Laubendach, Laubengang (Pergola) bzw. Rundbogen. Die Anlage der Holzbögen erinnert eher an letztere Bedeutungen.
Östlich der Großen Fontäne gelangt man zum von grüngestrichenen Holzbögen eingefassten Schmuckplatz mit den acht Rosenbeeten. Er hat in seiner Mitte ein steinernes Brunnenbecken mit einem kleinen Springbrunnen in der auf einer Brunnensäule ruhenden Brunnenschale, das zwischen 1821 und 1823 entstand. Sein Vorbild befindet sich im Rosengarten des Humphry  Repton in Ashridge Park, dem der Herzöge von Leeds, in der Grafschaft Hertfordshire bei London. Im Buch: Fragments on the Theory and Practice of Landsscape Gardening, London 1816, ist dieses Rondell abgebildet. In der Herzogin-Anna-Amalia-Bibliothek befindlich bot es den Gartengestaltern in Weimar somit auch die Vorlage. Eine Grundrißzeichnung des Rosenberceaus ist in dieser ebenfalls vorhanden. Es trägt die Inventar-Nr.: Kt 100 Weimar 127 E Ms. Nach dem Tode von Großherzog Carl Friedrich wurde eine Büste Humphry Reptons in einer Nische aufgestellt, die inzwischen verschollen ist. Die gefasste Brunnenschale ist am Rande so gestaltet, dass sich ein tröpfelnder Wasservorhang bildet. Der heutige Brunnen ist eine 2006 gefertigte Kopie in Sandstein. Ursprünglich wurde dieses in Tonndorfer Sandstein gefertigt, dann 1978 vom Steinmetz Seifert aus Teichel aus Cottaer Sandstein ersetzt.